# فریب‌کار (فیلم ۱۹۹۷)
فریب‌کار (به انگلیسی: Deceiver) فیلمی محصول سال ۱۹۹۷ و به کارگردانی جوناس پیت و جاش پیت است. در این فیلم بازیگرانی همچون تیم راث، کریس پن، مایکل روکر، رنی زلوگر، الن برستین، رزانا آرکت، مارک دیمون و مایکل پارکس ایفای نقش کرده‌اند.